# Barber-cirurgià

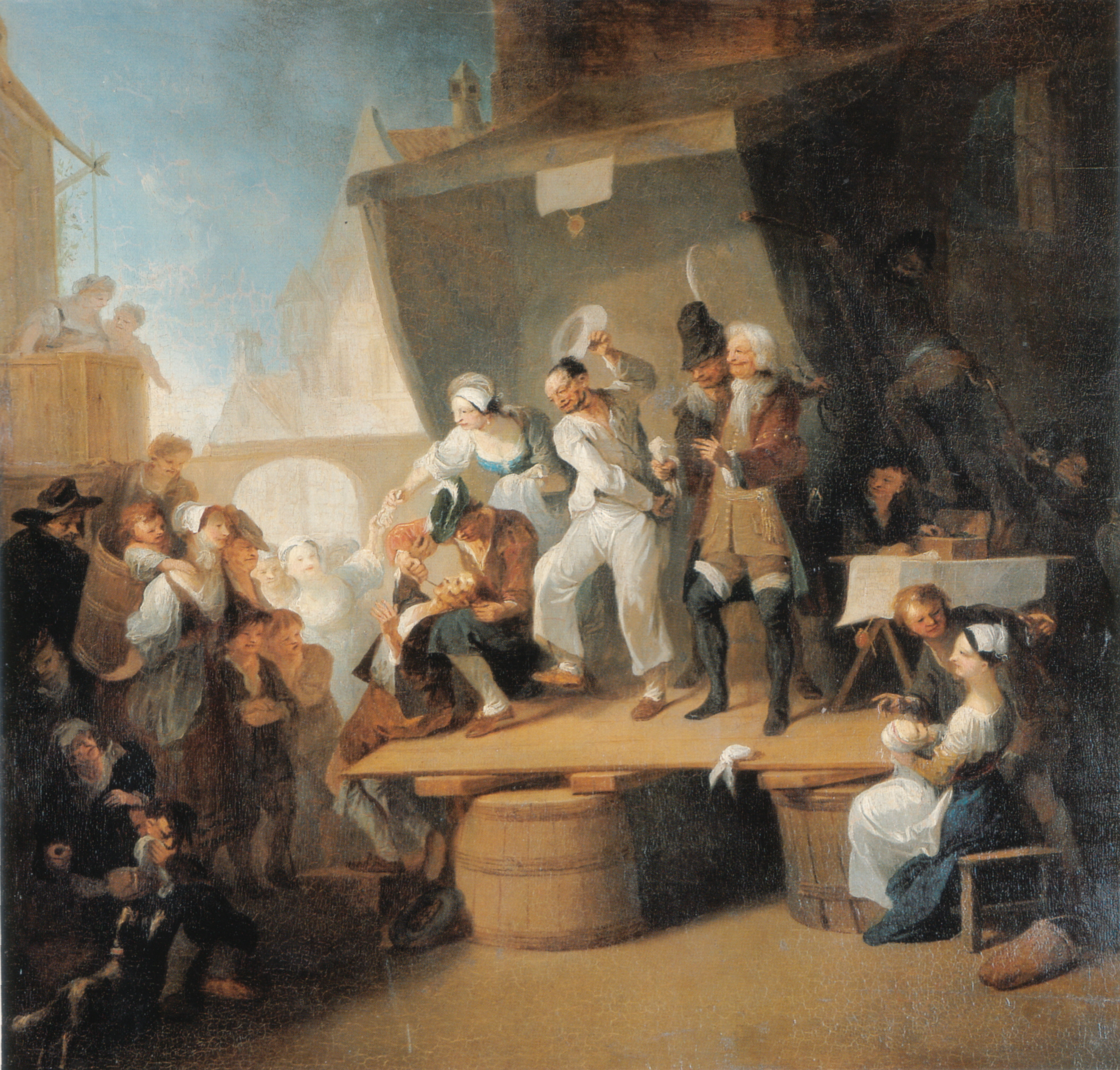
The Quack de Franz Anton Maulbertsch (c. 1785) mostra cirurgians barbers treballant.

El barber cirurgià, fou un dels tipus de metge més estès a Europa a l'Edat Mitjana, a l'exèrcit, era generalment l'encarregat de tenir cura dels soldats durant i després de la batalla. En aquesta època, la cirurgia  era realitzada poques vegades per metges, de fet, eren als barbers, posseïdors de navalles i la destresa indispensable per al seu ofici, als qui, a part de la tasca oficial de tallar els cabells i afaitar, se'ls demanava fer nombroses tasques de cirurgia que anaven des d'arrencar queixals fins amputar extremitats.
En aquest període, la mortalitat quirúrgica era molt elevada per raó de la pèrdua de sang, xoc i infeccions. No obstant això, com que els metges pensaven que sagnar per equilibrar els "humors" millorava la salut, els barbers també feien servir navalles de sagnar i aplicaven sangoneres. Mentrestant, els metges es consideraven més aviat farmacòlegs, per sobre de la cirurgia. Els metges observaven majoritàriament durant la cirurgia i oferien consultoria, però d'altra manera normalment optaven per treballar a l'acadèmia o a les universitats.

## Barbers-cirurgians a l'Edat Mitjana
A causa de les normes monàstiques religioses i sanitàries, els monjos havien de mantenir la seva tonsura (la tradicional calvície a la part superior del cap dels monjos catòlics). Això va crear un mercat de barbers, perquè cada monestir havia de formar o contractar un barber. Feien sagnaments i cirurgies menors, arrencaven queixals i preparaven ungüents. Els primers cirurgians barbers reconeguts com a tals van treballar als monestirs cap a l'any 1000 d.C.
Com que els metges feien una cirurgia tan rarament, l'edat mitjana va veure una proliferació de barbers, entre altres "para-professionals" mèdics, inclosos els camaradors de cataractes, els herniotomistes, els  tallador litotòmics, les llevadores i  els castradors de porcs. El 1254, Bruno da Longobucco, un metge italià que va escriure sobre cirurgia, va expressar la seva preocupació pel fet que els barbers fessin flebotomies i escarificacions.

## Barbers-cirurgians a Catalunya

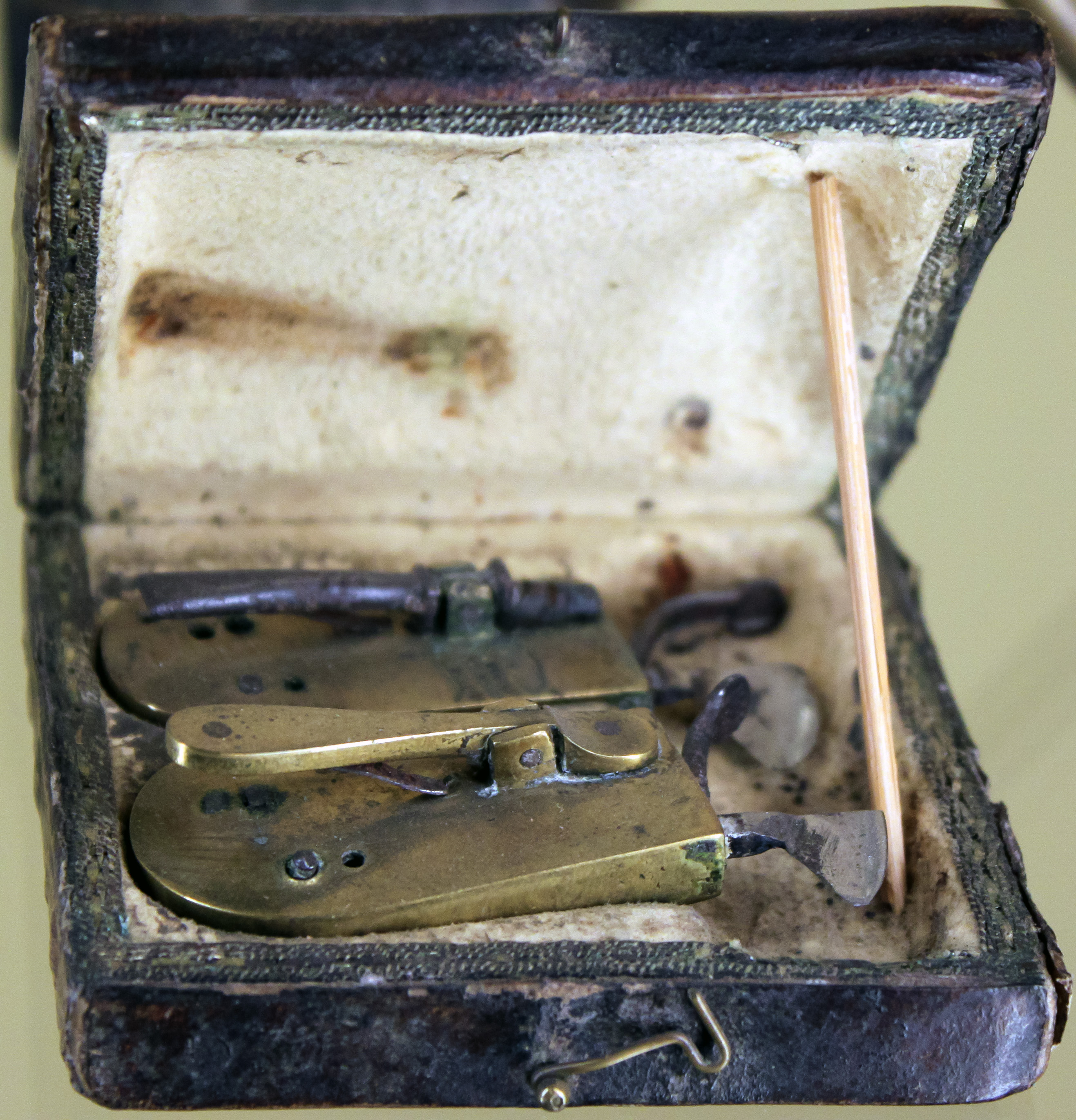
Set de sang d'un barber cirurgià, principis del segle XIX, Märkisches Museum de Berlín

La història dels barbers-cirurgians a Catalunya està estretament vinculada a la medicina i la cirurgia medievals. Aquest col·lectiu de professionals va tenir un paper crucial en l'evolució de la medicina catalana. A continuació, s'inclou una visió general i alguns dels noms més destacats de la història dels barbers-cirurgians a Catalunya.

### Facultat de Medicina de Montpeller
La Facultat de Medicina de Montpeller, una de les més antigues d'Europa, va ser fundada pel bisbe de Magallon sota una ordre signada pel rei Jaume I. Aquesta institució va tenir un impacte significatiu en la formació de metges i cirurgians a Catalunya i va ser un centre d'excel·lència mèdica durant segles, fins a l'actualitat.

### Figures destacades
- Guillem Corretger:[2] Un dels barbers-cirurgians més reconeguts de la seva època, conegut per les seves habilitats en el tractament de ferides i malalties quirúrgiques.[3]
- Jeroni Cros:[4]Un altre barbers-cirurgià eminent que va contribuir significativament al desenvolupament de la cirurgia a Catalunya.[5]
- Francesc Darder i Barrich (Sant Feliu de Guíxols, ca. 1660 - Barcelona, 4 de gener de 1731)[6] fou un cirurgià de l'Hospital de la Santa Creu de Barcelona. Va ser el fundador de la Causa Pia Francesc Darder, origen de la congregació de les Darderes.[7]
- Pere Virgili i Ballvé: Considerat un dels pares de la cirurgia moderna a Catalunya, va fundar l'Escola de Cirurgia de Barcelona, que es va convertir en una de les institucions més importants del país.[8]
- Jaume Josep Cassanyes: Reconegut per les seves aportacions a la cirurgia i per ser un destacat membre de la comunitat mèdica catalana.[9]

Aquestes figures van ser claus en la consolidació de la medicina i la cirurgia a Catalunya, contribuint al seu desenvolupament i prestigi internacional. La seva influència encara es pot veure en les pràctiques mèdiques actuals.

## Barbers-cirurgians a la Finlàndia medieval
Hi ha pocs estudis sobre cirurgians barbers a Finlàndia. El primer relat conegut és el de Hinzikinus de 1324 a 1326, originari de Turku, una ciutat de la regió del sud del país, que va proporcionar la preparació mèdica i la cura de les ferides al virrei Matts Kettilmundson. El segon cirurgià barber documentat va ser Henrik Bardskärare, que treballava al castell de Vyborg a Finlàndia (actualment una part de Rússia ). A cada companyia de 400 a 500 homes de l'exèrcit suec se li va assignar un barber durant el govern del rei Gustav I Vasa al segle XVI. Un cirurgià barber estava disponible per atendre els ferits en gairebé totes les divisions. L'any 1571, els barbers es van organitzar en un gremi professional que regulava la seva formació, feines, sou i nombre de barbers. Els barbers d'altres països també podien unir-se al gremi. El gremi va ordenar que els barbers-cirurgians rebessin la seva formació de mestres establint-se com a aprenents, i per rebre els seus títols, els aprenents havien de superar un examen. El gremi proporcionava pautes per als honoraris o la paga dels barbers-cirurgians que variaven i de tant en tant depenien del nombre de pacients tractats i de les intervencions quirúrgiques fetes.

## Barbers-cirurgians a França i Itàlia
Al París del segle XVI, la barberia-cirurgia es va dividir en dues categories: "Cirurgians de la túnica curta" i "Cirurgians de la túnica llarga". "Cirurgians de la túnica llarga", una titulació que s'ofereix en institucions com el Col·legi de Sant Cosme, obligava als estudiants a fer un examen formal. Això s'oposava a "Cirurgians de la túnica curta", que no necessitaven fer un examen per qualificar-se i, al costat de la barberia, realitzarien procediments quirúrgics menors. Tanmateix, malgrat els diferents requisits educatius, ambdós tipus de cirurgians van ser anomenats "barber-cirurgians". Aquesta distinció entre "pela curta" i "pela llarga" va continuar en cirurgia fins fa relativament poc
A partir de la dècada de 1540 a França, la traducció al francès de les obres d'autors antics va permetre avançar en la transmissió del coneixement: els barbers-cirurgians podien augmentar les seves habilitats manuals i els coneixements quirúrgics antics es podien adaptar a la pràctica real.
| «              | "Si vols que un servent segueixi les teves ordres, no les pots donar en una llengua desconeguda". | » |
| — Pierre Tolet |                                                                                                   |   |

Nous problemes van sorgir en la cirurgia de guerra, sense equivalents en el passat: ferides causades per armes de foc i mutilacions provocades per artilleria. El barber-cirurgià havia de tractar tots els efectes a la superfície del cos, el metge els tractava a l'interior.
Ja hi havia mobilitat social entre cirurgians i barbers-cirurgians. L'aprenentatge d'un cirurgià va començar amb la pràctica de l'afaitar. El jove cirurgià podria disposar així d'una font d'ingressos abans de dominar la cirurgia del seu temps. En el context de l'humanisme renaixentista, aquesta experiència pràctica va tenir lloc fora de l'escolàstica acadèmica. L'acció està clarament sancionada pels resultats, visibles per a tothom. Per a Michel de Montaigne, en comparació amb la medicina,
| « | “La cirurgia em sembla molt més segura, perquè veu i maneja el que fa; hi ha menys per a conjecturar i endevinar”. | » |

Finalment, el 1660, els cirurgians barbers van reconèixer el domini dels metges.
A Itàlia, els barbers-cirurgians no eren tan habituals. L'escola de medicina de Salern va formar els metges per ser cirurgians competents, igual que les escoles de Bolonya i Pàdua. A Florència, els metges i els cirurgians estaven separats, però l'Estatut florentí sobre l'art dels metges i farmacèutics el 1349 donava als barbers un estatus legal inferior en comparació amb els cirurgians.

## Barbers-cirurgians a les illes britàniques

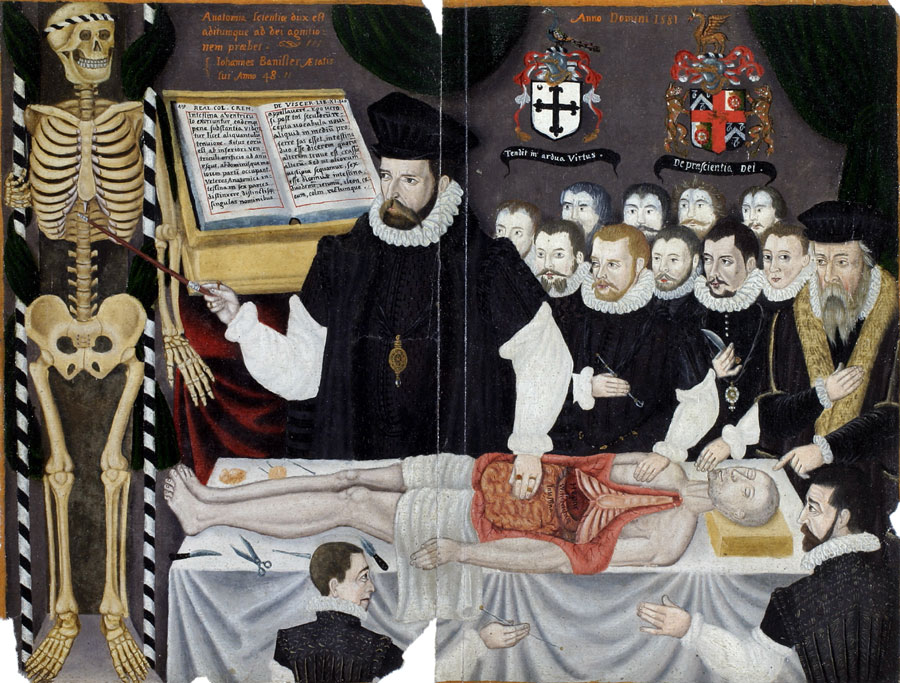
Taules anatòmiques del mestre John Banister, amb figures. Les pintures inclouen un retrat de Banister pronunciant una conferència visceral al Barber-Surgeons'Hall, Monkwell Street, Londres. c. 1580

El reconeixement formal de les habilitats dels cirurgians (almenys a Anglaterra) es remunta al 1540,  quan la Fellowship of Surgeons (que existia com una professió diferent però no eren "Metges/Metges" per raons que inclouen que, com a ofici, eren van ser entrenats per aprenentatge més que no acadèmicament) es van fusionar amb la Company of Barbers, una empresa de lliurea de Londres, per formar la Company of Barber-Surgeons. No obstant això, l'ofici va ser pressionat progressivament per la professió mèdica i el 1745, els cirurgians es van separar de la Companyia de Barbers (que encara existeix) per formar la Companyia de Cirurgians. L'any 1800 es va concedir una carta reial a aquesta empresa i va néixer el Royal College of Surgeons de Londres. Més tard es va canviar el nom per cobrir tota Anglaterra; existeixen col·legis equivalents per a Escòcia i Irlanda, així com per a moltes de les antigues colònies del Regne Unit (per exemple, Canadà ).

## Rastres al segle XXI
Queden pocs rastres dels vincles dels barbers amb la vessant quirúrgica de la professió mèdica. Un és el tradicional pal de barber vermell i blanc, o un instrument modificat d'un ferrer, que es diu que representa la sang i les embenats associades al seu paper històric.
Al Regne Unit, Irlanda, Austràlia, Nova Zelanda i Sud-àfrica, un altre vestigi és l'ús dels títols Mr, Ms, Mrs, o Miss en lloc de Dr per part dels metges quan completen les seves qualificacions de cirurgia amb, per exemple, el premi. d'un diploma MRCS o FRCS. Aquesta pràctica es remunta a l'època en què els cirurgians no estaven obligats a obtenir una formació universitària en medicina, i es manté malgrat que tots els cirurgians d'aquests països han d'obtenir un títol de metge i passar anys addicionals en formació i certificació quirúrgica.